# Vine Hill (Kalifornija)
Vine Hill je naseljeno područje za statističke svrhe u američkoj saveznoj državi Kalifornija. Prema popisu stanovništva iz 2010. u njemu je živjelo 3.761 stanovnika.